# Tschala

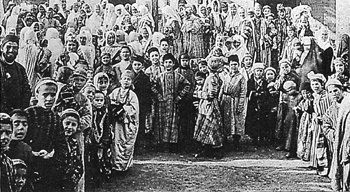
Bucharische Juden, um 1890

Der Begriff Tschala (tadschikisch für „weder [das eine] noch [das andere]“) bezeichnete im 18. und 19. Jahrhundert zum Islam konvertierte bucharische Juden in Zentralasien.

## Historischer Kontext
Bereits ab dem fünften Jahrhundert nach Christus sind jüdische Grabstätten in der Region dokumentiert. Unter der islamischen Herrschaft waren die Juden geduldet, hatten aber unter staatlicher Diskriminierung zu leiden. Sie bezahlten höhere Steuern als Muslime, durften nicht auf dem Pferd reiten, mussten sich vor Muslimen verbeugen und durften keine Seide tragen. Außerdem gab es einen ständigen Druck zur Konversion zum Islam, der teilweise mit Gewalt gegen die jüdische Minderheit aufgebaut wurde. Im 18. Jahrhundert und der ersten Hälfte des 19. Jahrhunderts kam es dadurch zu einer Massenkonversion von Juden zum Islam.

## Gründe für die Konversion
Neben dem religiösen und wirtschaftlichen Druck spielten auch strafrechtliche Faktoren eine Rolle: Zum Tode verurteilte Juden entgingen durch den Übertritt zum Islam der Strafe.

## Gesellschaftliche Stellung
Die muslimische Bevölkerung der Region begegnete der neuen sozialen und religiösen Gruppe misstrauisch und drückte dies auch im Namen Tschala aus, der Zweifel an der Ehrlichkeit der Konversion zum Ausdruck bringt. Die Tschala lebten in eigenen Stadtvierteln an den Rändern der jüdischen Stadtviertel und heirateten überwiegen untereinander. Die Akzeptanz der Tschala durch die Behörden war oft nur durch Bestechung möglich, da viele Tschala offen ihren jüdischen Glauben fortführten.

## Russische Herrschaft
Bereits vor der Eroberung des Emirats Buchara durch das Russische Reich 1865/1868 waren viele Tschalas auch offiziell wieder zum Judentum übergetreten. Unter russischer Herrschaft wurde ihnen das auch offiziell gestattet.